# 北海道情報専門学校

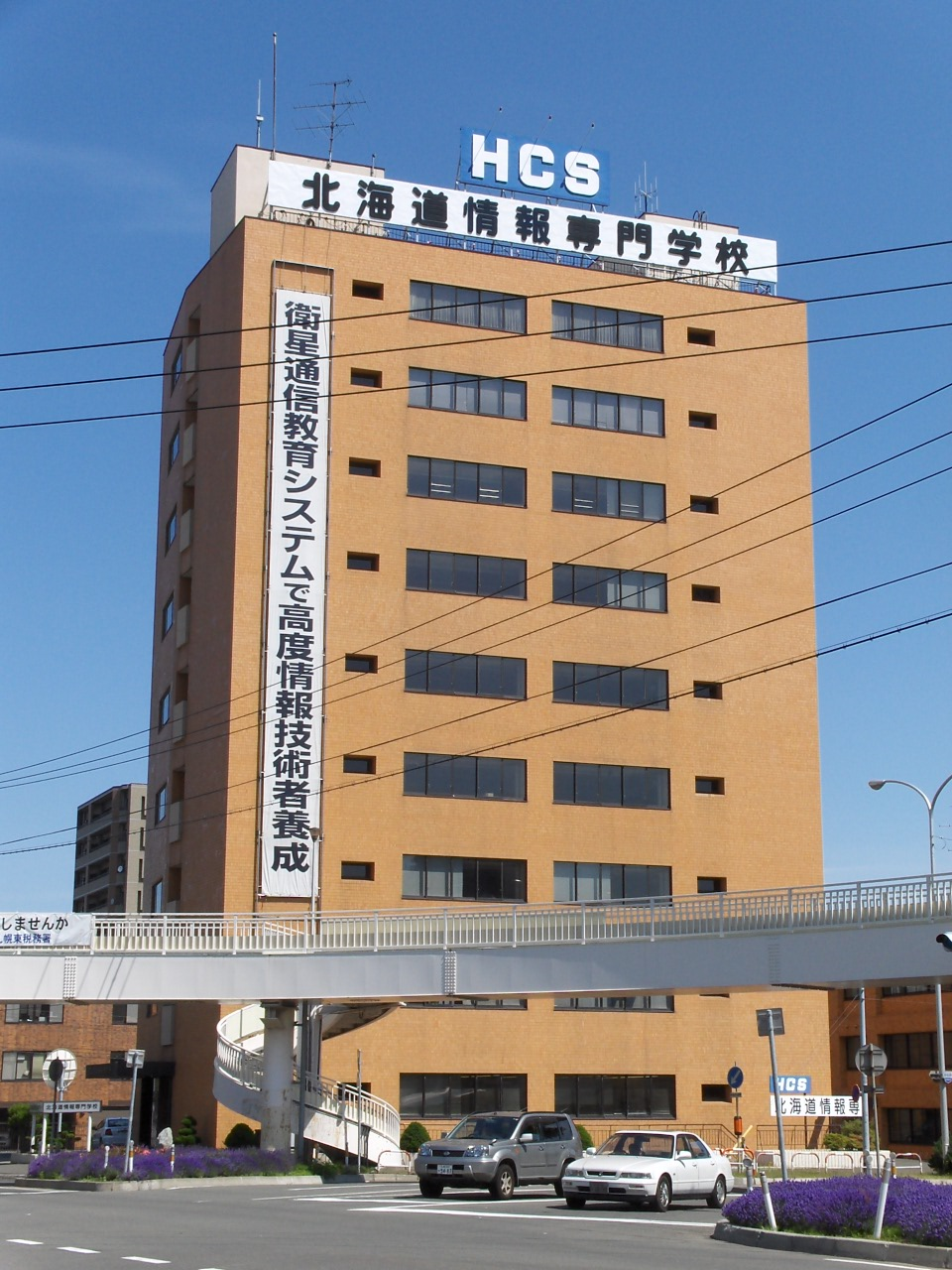
北海道情報専門学校

北海道情報専門学校（ほっかいどうじょうほうせんもんがっこう）とは、北海道札幌市白石区菊水6条3丁目にある専門学校。運営は電子開発学園。1977年10月6日専修学校認可。略称はHCS（Hokkaido Computer School）。

## 概要
1968年に開校。北海道で最初の情報処理系専門学校である。
開校当時の校名は「北海道電子計算機専門学校」であったが、2001年4月1日より現在の校名に変更された。
電子開発学園の学校法人電子開発学園が設置、姉妹校に北海道情報大学のほか、各地に専門学校がある。
北海道情報大学の講師による授業も受けられ、学士・専門士の称号を取得できる。

資格取得に力を入れており、特に国家資格の基本情報技術者試験（FE）については午前科目免除の認定講座が開講されているほどである。また、専修学校生の基本情報技術者試験（FE）合格者の半数近くを電子開発学園生で占めており、「資格と就職」のキャッチフレーズでテレビCMも展開している。

## 設置学科
北海道情報専門学校の学科は8つに分けられており、大学併修科は学校法人電子開発学園の特徴の一つで、入学時に北海道情報大学と北海道情報専門学校に入学するダブルスクールというかたちになる。
大学講義はPINE-NET IIや無限大キャンパスを使用し各地情報専門学校で放映され、試験・レポートなどで単位を習得する。（専門学校の授業互換で講義を受けずに単位を習得できる事もある）また、卒業時には高度専門士(専門学校)と学士号(大学)を取得できる。
- 大学併修科(4年制)
- システムエンジニア科(3年制)
- ゲームクリエイター科(3年制)
- ITシステム科(2年制)
- ゲームWeb科(2年制)
- ビジネス科(2年制)
- 情報プロセス科(1年制・秋入学)
- テクニカルエンジニア科(1年制・秋入学)

## 姉妹校
北海道情報専門学校は、学校法人電子開発学園が設置している。
- 学校法人電子開発学園
  - 北海道情報大学（略称：HIU）
- 学校法人電子開発学園九州
  - 新潟情報専門学校（略称：JOHO新潟情報専門学校）
  - 大阪情報専門学校（略称：JOHO大阪情報専門学校）
  - 広島情報専門学校（略称：JOHO広島情報専門学校）
  - KCS北九州情報専門学校（略称：北九州情報専門学校）
  - KCS福岡情報専門学校（略称：福岡情報専門学校）
  - KCS大分情報専門学校（略称：大分情報専門学校）
  - KCS鹿児島情報専門学校（略称：鹿児島情報専門学校）
- 株式会社エスシーシー
  - 名古屋情報メディア専門学校（略称：NCS）
  - 名古屋医療情報専門学校（略称：NMIC）